# Jan Ondřej z Jevišovic
Jan Ondřej z Jevišovic (před 1321 – po 1336) byl moravský šlechtic a farář, který pocházel z jevišovické rodu pánů z Kunštátu.

## Život
Narodil se zřejmě jako syn Sezemy I. z Jevišovic a jeho manželky Anežky. 
Je zmíněn pouze v roce 1336 jako farář kostela svatého Michala ve Znojmě na listině krále Jana Lucemburského potvrzující práva a svobody této fary. 
Osoba Jana Ondřeje pravděpodobně předznamenala časté používání jména Jan v příštích generacích rodu pánů z Jevišovic.